# Reduktion (kemi)
 For alternative betydninger, se Reduktion. (Se også artikler, som begynder med Reduktion)
En reduktion er kendetegnet ved, at der for et eller flere atomer i en kemisk forbindelse ses et fald i atomets oxidationstal. Dette ses f.eks. ved elektronoptagelse, når et atom, molekyle eller en ion optager elektroner. Ofte er der ikke tale om en elektronoptagelse, men blot at antallet af elektroner omkring et atom eller gruppe af atomer forøges. 
Stoffer der reducerer andre stoffer kaldes reduktionsmidler, f.eks. hydrogen (brint) og visse metaller. Ved en reduktion skal der samtidigt ske en oxidation. En sådan reaktion kaldes en redoxreaktion.
Et eksempel er oxygens (ilt) reduktion med hydrogen, hvor der ikke overføres elektroner, men hvor antallet af elektroner "omkring" oxygen stiger:
O2 + 2 H2 → 2 H2O
(finder sted i brændselsceller)
Et andet eksempel er metallisk kobbers reduktion af sølvioner:
Cu(s) + 2 Ag+ (aq) → Cu2+ (aq) + 2 Ag(s)
sidstnævnte kan opdeles i to delprocesser, hvor overførslen af elektroner er tydelig:
1) 2 Ag+ (aq) + 2 e- → 2 Ag(s) (reduktion)
2) Cu(s) → Cu2+ (aq) + 2 e- (oxidation)

## Organisk kemi og biokemi
Inden for organisk kemi og biokemi kan man ofte nøjes med at se om der sker en optagelse af H (hydrogen) eller afgivelse af O (oxygen), idet disse ændringer indikerer en reduktion, som i følgende:
Organisk syre → aldehyd → alkohol
fx: Ethansyre (eddikesyre) → ethanal → ethanol
CH3COOH → CH3CHO → CH3CH2OH
En antioxidant er et naturligt forekommende eller syntetisk fremstillet stof, som forhindrer eller svækker ødelæggende iltning (oxidation). Ordet bruges mest om de molekyler, der beskytter mod virkningen af "frie radikaler" (molekyler med en uparret elektron) som f.eks. 
Askorbinsyre, C-vitamin.
 Der er for få eller ingen kildehenvisninger i denne artikel, hvilket er et problem. Du kan hjælpe ved at angive troværdige kilder til de påstande, som fremføres i artiklen.

| Kemi | Spire Denne artikel om kemi er en spire som bør udbygges. Du er velkommen til at hjælpe Wikipedia ved at udvide den. |